# 七宮神社 (神戸市)
七宮神社（しちのみやじんじゃ）は神戸市兵庫区七宮町に鎮座する神社。生田裔神八社の一社。
「白藤家記録」に七宮神社は「延喜式」の八部郡汶売神社とある。主祭神である大己貴命は、大国主命、大物主神、葦原醜男、八千矛神、大国玉神、顧国王神の七つの御名を称えて七宮神社という。船乗り猫の伝統に沿って、猫を大切にしている。

## 祭神
大己貴命・大日霊貴命・天児屋根命

## 歴史
神功皇后三韓征伐凱旋の時、大国主神を山の尾の波打ち際に奉斎。また、会下山方面の山麓に衆落を作っていた時代に、北風家が祀つた神が兵庫に移ったともいわれる。
- 応保元年（1161年）、経が島築造で難航した平清盛は、家臣阿波民部重能の進言を受け、社殿を造営。以後平家一族の崇敬が篤かった。
- 天正10年（1583年）1月19日、正親町天皇より七宮大明神の勅額及び三種の神宝の絵画を下賜される。
- 慶長7年（1602年）8月、片桐且元・大久保長安が社殿造営の用材・太刀等を奉納。
- 享保20年（1735年）には繁華街を成し、各地の船舶業者が難を避けて当社に祈願した。
- 元禄5年（1692年）10月の指出帳に「七ノ官大明神除地、真言宗高野山学侶方蓼上普門院末寺、神宮寺社僧　眞栄」とあり、維新まで真言宗の神宮寺の社僧がいた。
- 寛政11年（1799年）西出町に住居していた廻船業を営む高田屋嘉兵衛は幕府の命で巨船を造り、国後島・択捉島に向うに先だち、模型船3隻を献納して海上安全を祈願した。
- 明治6年（1873年）6月村社に列す。
- 明治8年（1975年）2月郷社となる。
- 明治10年（1877年）5月県社に昇格。
- 明治11年（1878年）神戸商業講習所（現在の兵庫県立神戸商業高等学校）夜間部設置、神戸大学、兵庫県立大学神戸商科系の嚆矢となる。
- 大正11年（1922年）境内を改修。
- 昭和3年（1928年）社務所を改築。
- 昭和20年（1945年）神戸大空襲により、宝物等の全部を焼失。

## 交通
- 神戸市バス3系統新開地・夢野方面行及び85系統中央市場前経由神戸駅前行七宮前バス停下車

## 周辺
- 湊八幡神社
- 阪神高速道路3号神戸線 柳原出入口
- 兵庫県立兵庫津ミュージアム